# Аварія MD-11 в Ер-Ріяді
Аварія MD-11 в Ер-Ріяді — авіаційна аварія, що сталася 27 липня 2010 року. Вантажний літак McDonnell Douglas MD-11 німецької авіакомпанії Lufthansa Cargo виконував плановий рейс 8460 за сполученням Франкфурт — Ер-Ріяд — Шарджа — Гонконг, але під час посадки в Ер-Ріяді літак жорстко приземлився і загорівся. Обидва члени екіпажу, єдині люди на борту, отримали поранення, але вижили.

## Літак

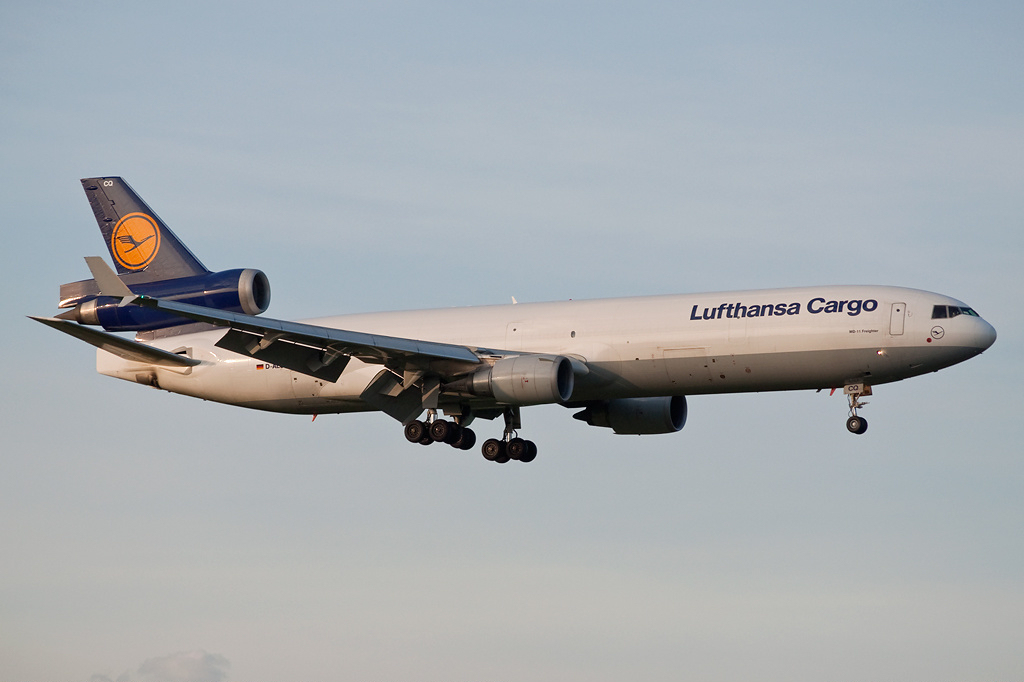
Літак, що зазнав аварії, за 6 місяців до інциденту.

Літак, що брав участь в аварії, був McDonnell Douglas MD-11, зареєстрований D-ALCQ msn 48431, номер лінії 534. Літак було доставлено в Alitalia у 1993 році як I-DUPB і переобладнано в вантажний у 2004 році. На момент аварії D-ALCQ накопичив 73 200 годин нальоту.

## Аварія
Рейс 8460 був міжнародним регулярним вантажним рейсом Франкфурта (Німеччина), до Гонконгу (Китай) через Ер-Ріяд (Саудівська Аравія), та Шарджу (ОАЕ). Переліт з Франкфурта в Ер-Ріяд пройшов без подій, а погодні умови в Ер-Ріяді були хорошими, з достатньою видимістю.
Після прибуття в міжнародний аеропорт імені Короля Халіда в Ер-Ріяді літак жорстко приземлився і неодноразово підстрибував і врешті-решт розбився на ЗПС. І капітан, і перший офіцер, змогли евакуюватися з літака за допомогою надувних трапів, перш ніж його взяли під контроль служби надзвичайних ситуацій аеропорту.

## Розслідування
Головне управління цивільної авіації розпочало розслідування за фактом аварії. Остаточний звіт показав, що причиною аварії стало те, що літак приземлився занадто жорстко, що спричинило його відскок на злітно-посадковій смузі. Екіпаж не розпізнав відскок і відреагував таким чином, що літак відскочив ще сильніше. Третє й останнє приземлення було настільки важким, що кормова частина фюзеляжу розірвалася, і літак розбився.
До цієї аварії було здійснено 29 інших відскоків або важких жорстких приземлень з літаками MD-11, які завдали значних пошкоджень. Подібна аварія сталася на рейсі 80 FedEx Express минулого року, коли обидва члени екіпажу загинули під час приземлення.
На момент аварії в Ер-Ріяді було вже відомо, що льотним екіпажам при посадці MD-11 важко помітити факт відскоку. У підсумковому звіті було запропоновано кілька рекомендацій щодо покращення підготовки, процедур та льотних приладів, щоб допомогти екіпажам впоратися з приземленнями з відскоком.